# Czarnogóra na Zimowych Igrzyskach Olimpijskich 2018
Czarnogóra na Zimowych Igrzyskach Olimpijskich 2018 – występ kadry sportowców reprezentujących Czarnogórę na igrzyskach olimpijskich w Pjongczangu w 2018 roku.
W kadrze znalazło się troje zawodników – dwie kobiety i jeden mężczyzna. Reprezentanci Czarnogóry wystąpili w pięciu konkurencjach w dwóch dyscyplinach sportowych – biegach narciarskich i narciarstwie alpejskim.
Rolę chorążego reprezentacji Czarnogóry podczas ceremonii otwarcia igrzysk pełniła Jelena Vujičić, a podczas ceremonii zamknięcia – Eldar Salihović. Reprezentacja Czarnogóry weszła na stadion jako 22. w kolejności, pomiędzy ekipami z Maroka i Mołdawii.
Był to trzeci start reprezentacji Czarnogóry na zimowych igrzyskach olimpijskich i szósty start olimpijski, wliczając w to letnie występy.

## Skład reprezentacji

### Biegi narciarskie
| Konkurencja                                       | Zawodnik         | Kwalifikacje | Kwalifikacje | Ćwierćfinały | Ćwierćfinały | Półfinały | Półfinały | Finały  | Finały   | Finały  |
| Konkurencja                                       | Zawodnik         | Czas         | Miejsce      | Czas         | Miejsce      | Czas      | Miejsce   | Czas    | Strata   | Miejsce |
| ------------------------------------------------- | ---------------- | ------------ | ------------ | ------------ | ------------ | --------- | --------- | ------- | -------- | ------- |
| Bieg indywidualny kobiet na 10 km stylem dowolnym | Marija Bulatović | —            | —            | —            | —            | —         | —         | 35:24,0 | +10:23,5 | 88.     |

### Narciarstwo alpejskie
| Konkurencja            | Zawodnik        | Przejazd 1 | Przejazd 1 | Przejazd 2 | Przejazd 2 | Czas łączny | Miejsce |
| Konkurencja            | Zawodnik        | Czas       | Miejsce    | Czas       | Miejsce    | Czas łączny | Miejsce |
| ---------------------- | --------------- | ---------- | ---------- | ---------- | ---------- | ----------- | ------- |
| Slalom kobiet          | Jelena Vujičić  | DNF        | DNF        | DNS        | DNS        | DNF         | DNF1    |
| Slalom gigant kobiet   | Jelena Vujičić  | 1:30,53    | 66.        | 1:28,12    | 58.        | 2:58,65     | 58.     |
| Slalom mężczyzn        | Eldar Salihović | DNF        | DNF        | DNS        | DNS        | DNF         | DNF1    |
| Slalom gigant mężczyzn | Eldar Salihović | 1:20,51    | 71.        | 1:20,72    | 64.        | 2:41,23     | 64.     |